# ینو وینتسه
ینو وینتسه (مجاری: Vincze Jenő; ۲۰ نوامبر ۱۹۰۸ – ۱۹۸۸) بازیکن فوتبال اهل مجارستان بود.
از باشگاه‌هایی که در آن بازی کرده‌است می‌توان به باشگاه فوتبال دبرتسنی اشاره کرد.
وی همچنین در تیم ملی فوتبال مجارستان بازی کرده‌است.